# Слышу ли голос твой (Глинка)
«Слышу ли голос твой» — романс М. И. Глинки на стихотворение М. Ю. Лермонтова. Написан в 1848 году в Варшаве; отличается лаконичностью формы.

## История
В своих «Записках» (завершённых в 1855 году) Глинка вспоминает об обстоятельствах написания романса: «Осенью в сентябре появилась холера в Варшаве. Из предосторожности я не выходил из комнат, тем более, что мимо нашего дома на Рымарской улице ежедневно провожали много похорон. Сидя дома, я принялся за дело, написал романсы: „Слышу ли голос твой“, слова Лермонтова, „Заздравный кубок“ Пушкина, который посвятил вдове Клико, и „Маргериту“ из „Фауста“ Гёте, переведённый Губером». Глинка упоминает также, что тексты для романсов предложил ему П. П. Дубровский, в то время бывший в Варшаве цензором.
П. П. Дубровский (1812—1882) в своих воспоминаниях представляет совершенно иную версию создания романса. По его словам, он был написан после поездки в предместье Варшавы Беляны в обществе знакомых, в том числе некой «резвой и миловидной» польки. Вернувшись домой, Глинка сел за фортепиано и немедленно написал романс.
Возможно, Дубровский имел в виду лишь предварительные наброски романса. Глинка посвятил его некой Анне Адриановне Волховской (или Вольховской) — сведений о ней не сохранилось, но предполагается, что в поездке в Беляны участвовала именно она.
Сохранился автограф композитора с датой: «Варшава. 7/19 ноября 1848 года». Впервые романс был опубликован фирмой «Одеон».

## Общая характеристика
Слышу ли голос твой

Звонкий и ласковый,

Сердце, как птичка

В клетке, запрыгает;

Встречу ль глаза твои,

Лазурью глубокие,

Душа к ним навстречу

Из груди просится,

И как-то весело,

И хочется плакать,

И так на шею бы

Тебе я кинулся.
Романс «Слышу ли голос твой» — одно из немногих обращений Глинки к поэзии Лермонтова. По сравнению с оригиналом Глинка внёс в текст некоторые незначительные изменения.
Форма романса предельно лаконична. О. Е. Левашёва назвала его «миниатюрным»; по её словам, это «одно из самых сжатых и кратких высказываний Глинки в вокальной музыке». Нисходящая тема вокальной партии звучит непрерывно, как единая линия. Ритм романса близок к вальсу, однако вальсовое движение в нём не акцентировано, а, напротив, оттенено плавным аккомпанементом.
Романс заканчивается кратким фортепианным проигрышем. П. А. Степанов вспоминал, что когда Глинка пропел ему романс и он спросил «А дальше что?», то Глинка попросту ответил: «Всё». На замечание Степанова, что романс кажется неоконченным, Глинка возразил: «Того-то я и хотел, чтобы он не кончался; ведь тем не кончается, что на шею кинешься».
Лермонтовское «слияние радости и печали» нашло отражение в двойственном мажорно-минорном строе романса. М. А. Овчинников отмечает, что музыка Глинки в полной мере соответствует «высоте лирического чувства», свойственной поэтическому тексту.

## Исполнители
Глинка, обладавший хорошим голосом, нередко сам исполнял свои романсы. Сохранились свидетельства о том, что «Слышу ли голос твой» также входил в его репертуар.
Известно также исполнение романса Г. П. Виноградовым.